# Glienicke/Nordbahn
Glienicke/Nordbahn is een gemeente in de Duitse deelstaat Brandenburg, en maakt deel uit van de Landkreis Oberhavel.
Glienicke/Nordbahn telt 12.430 inwoners.

## Demografie
- Ontwikkeling van de bevolking sinds 1875 binnen de huidige grenzen (blauwe lijn: Bevolking; stippellijn: Vergelijking van de ontwikkeling van de bevolking van de deelstaat Brandenburg, Grijze achtergrond: tijdens de nazi-regering, Rode achtergrond: tijdens de communistische regering)
- Recente ontwikkeling van de bevolking (blauwe lijn) en prognoses

| Jaar | Inwoners |
| ---- | -------- |
| 1875 | 201      |
| 1890 | 251      |
| 1910 | 912      |
| 1925 | 1 823    |
| 1933 | 3 713    |
| 1939 | 5 187    |
| 1946 | 5 232    |
| 1950 | 5 392    |
| 1964 | 4 997    |
| 1971 | 4 930    |

| Jaar | Inwoners |
| ---- | -------- |
| 1981 | 4 774    |
| 1985 | 4 768    |
| 1989 | 4 483    |
| 1990 | 4 407    |
| 1991 | 4 370    |
| 1992 | 4 327    |
| 1993 | 4 365    |
| 1994 | 4 515    |
| 1995 | 4 641    |
| 1996 | 4 965    |

| Jaar | Inwoners |
| ---- | -------- |
| 1997 | 5 338    |
| 1998 | 5 943    |
| 1999 | 6 947    |
| 2000 | 7 709    |
| 2001 | 8 324    |
| 2002 | 8 714    |
| 2003 | 8 929    |
| 2004 | 9 140    |
| 2005 | 9 597    |
| 2006 | 9 879    |

| Jaar | Inwoners |
| ---- | -------- |
| 2007 | 10 270   |
| 2008 | 10 461   |
| 2009 | 10 774   |
| 2010 | 11 005   |
| 2011 | 11 085   |
| 2012 | 11 357   |
| 2013 | 11 667   |
| 2014 | 11 942   |
| 2015 | 12 155   |
| 2016 | 12 159   |

| Jaar | Inwoners |
| ---- | -------- |
| 2017 | 12 227   |
| 2018 | 12 218   |
| 2019 | 12 358   |
| 2020 | 12 430   |

Birkenwerder ·
Fürstenberg/Havel ·
Glienicke/Nordbahn ·
Gransee ·
Großwoltersdorf ·
Hennigsdorf ·
Hohen Neuendorf ·
Kremmen ·
Leegebruch ·
Liebenwalde ·
Löwenberger Land ·
Mühlenbecker Land ·
Oberkrämer ·
Oranienburg ·
Schönermark ·
Sonnenberg ·
Stechlin ·
Velten ·
Zehdenick